# Prosečné (vrch)
Prosečné (1 372,2 m n. m.) je hora v Chočských vrších na Slovensku, nejvyšší bod jejich nejvýchodnějšího stejnojmenného podcelku. Masiv je ze severu ohraničen Zubereckou brázdou, z východu Kvačianskou dolinou, z jihu Liptovskou kotlinou a ze západu Prosieckou dolinou. Budovaný je dolomity a vápenci.

## Turistika
Zeleně značená trasa vede z kaňonu Borovianky nad Kvačianskou dolinou (rozcestí s modrou), přes sedlo Ostruky, vrchol Prosečné (1372 metrů) na krasovou planinu Svorad (rozcestí s modrou nad Prosieckou dolinou ). Značka dále pokračuje přes vrchol Lomné (1278 metrů), Heliašskú propast až do obce Liptovská Anna.
Z vrcholu je omezený výhled na Liptovskou kotlinu, Liptovskou Maru, Nízké Tatry a Západní Tatry ( Roháče ).